# Reloj Shepherd de la puerta

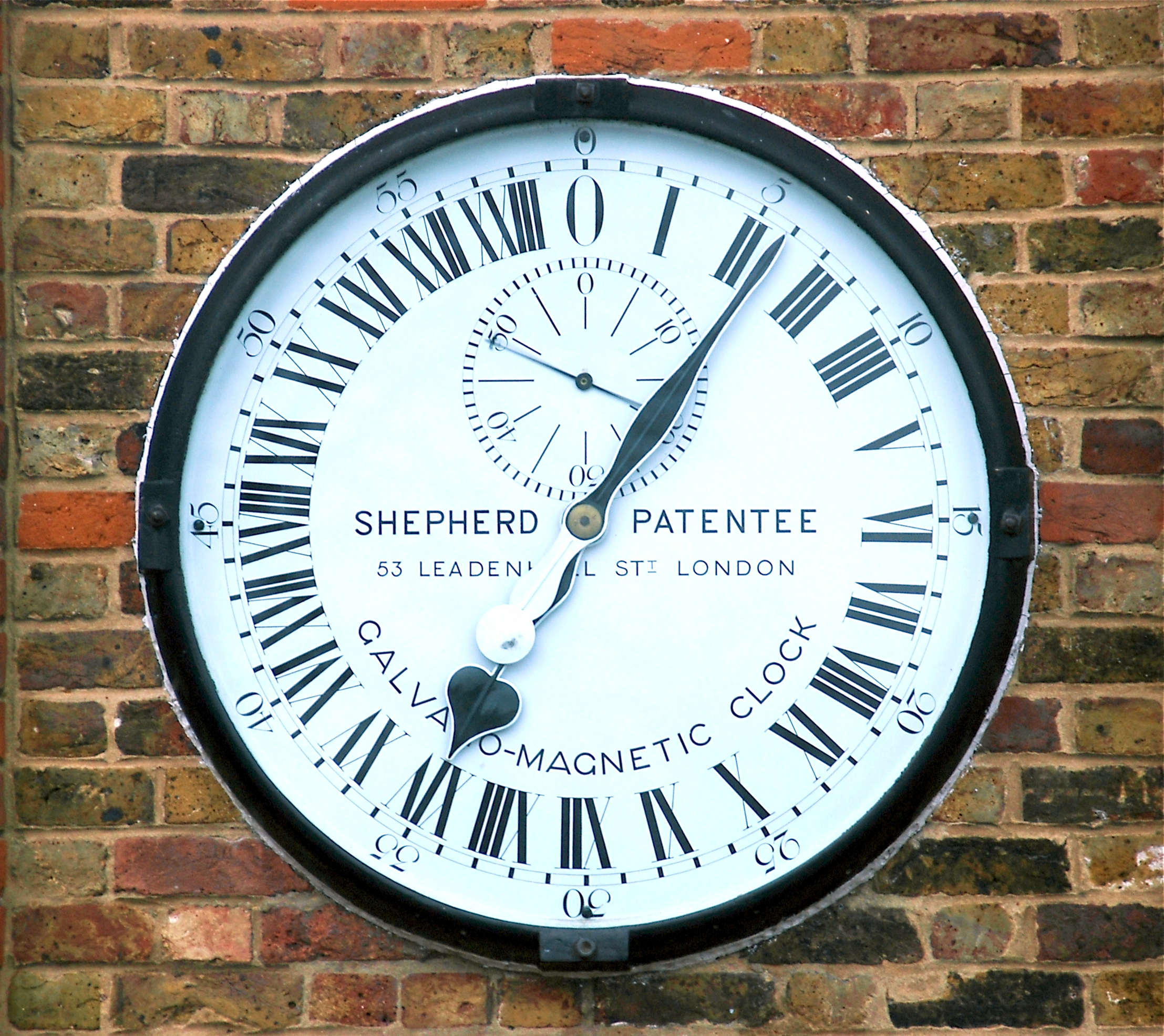
El reloj Shepherd de la puerta, situado en la entrada del Real Observatorio de Greenwich, muestra la Hora media de Greenwich durante todo el año

El reloj Shepherd de la puerta (conocido como Shepherd Gate Clock en inglés) está montado en la pared exterior de la entrada al edificio del Real Observatorio de Greenwich, en el distrito de Greenwich (Gran Londres). Es un ejemplo temprano de un sistema de relojes conectado eléctricamente, y estaba controlado por los pulsos eléctricos transmitidos por un reloj maestro motorizado situado dentro del edificio principal del observatorio. La red de relojes sincronizados fue construida e instalada por Charles Shepherd en 1852. El reloj de la puerta fue probablemente el primero en mostrar al público la hora media de Greenwich, y se considera un dispositivo inusual por su diseño en forma de reloj analógico con indicación de 24 horas. Además, originalmente mostraba el sistema horario de 24 horas que comenzaba al mediodía, y no a la medianoche.
El reloj de la puerta distribuía la hora públicamente. Otra referencia horaria que proporcionaba el observatorio utilizaba la esfera de señales horarias, que data de 1833. La bola horaria solo señalaba la 1:00 p. m. (13:00) de cada día, pero podía verse desde lejos. Finalmente, la idea de distribuir señales horarias eléctricas a través de cables condujo a una difusión cada vez mayor de este método. Las señales horarias, además de su importancia general en los asuntos comerciales, eran especialmente importantes para el funcionamiento puntual de barcos y trenes. La utilidad de los relojes sincronizados eléctricamente se vio reforzada por la falta de precisión de la mayoría de relojes de la época en comparación con los sistemas de cronometraje más modernos.

## Resumen
El sistema se desarrolló por primera vez para la Gran Exposición de 1851 (también conocida como la Exposición del Cristal Palace de Londres), lo que llevó al astrónomo real George Biddell Airy a instalar en el observatorio el sistema Shepherd de relojes sincronizados eléctricamente. La hora proviene del reloj maestro motorizado Shepherd situado dentro del observatorio. En 1866, las señales horarias del reloj maestro Shepherd se enviaron hacia América mediante el cable de comunicaciones Transatlántico que unía ambos continentes.

## Orígenes

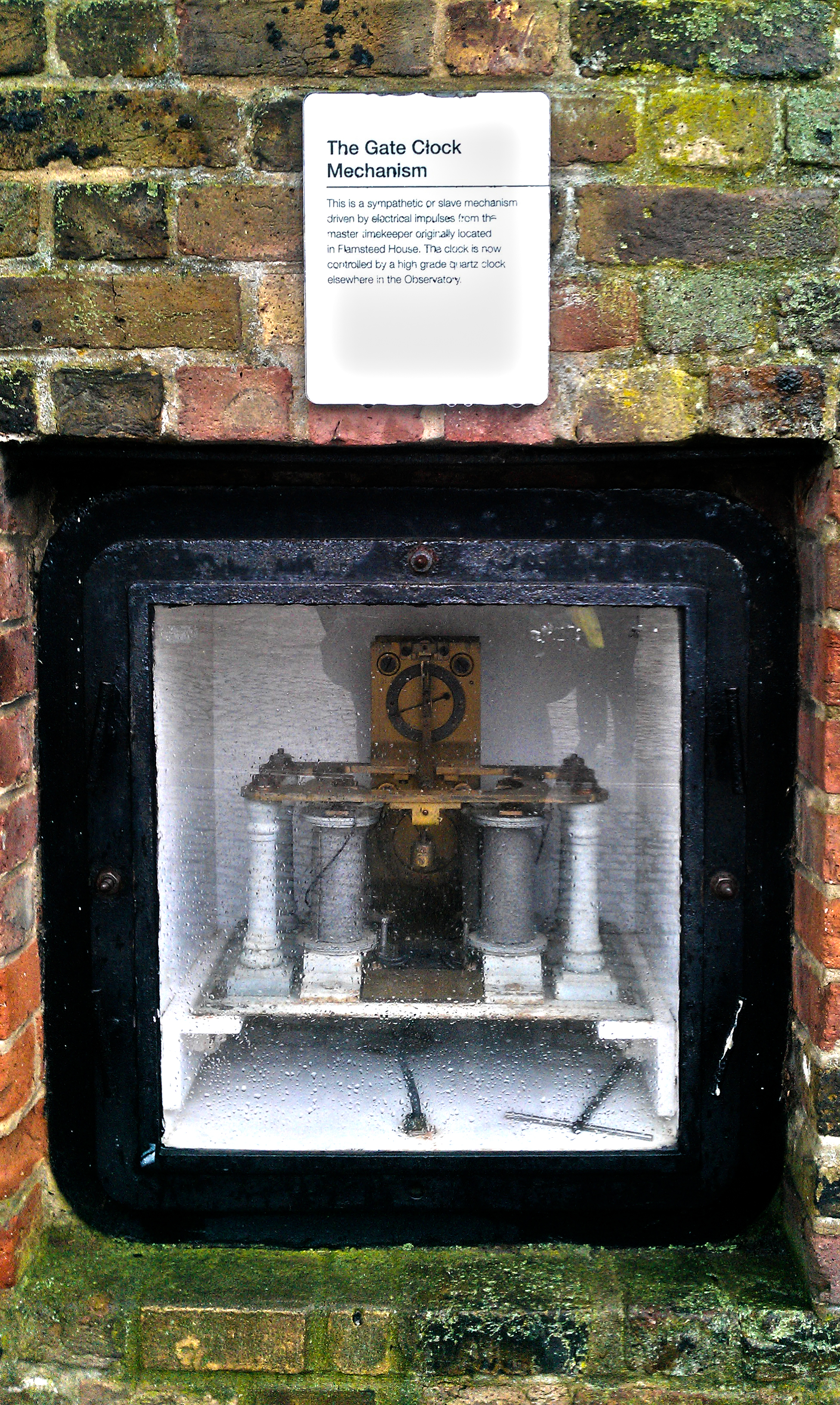
Mecanismo original del reloj (en exposición, pero no en uso)

La idea original de la red de relojes surgió del responsable del observatorio de Greenwich, George Biddell Airy. Con la expansión de la red de transporte ferroviario, se necesitaba un único estándar de tiempo para reemplazar las diversas horas locales incompatibles entre sí que se usaban en ese momento en todo el país. Airy propuso que este horario estándar lo proporcionara el Observatorio Real. Su idea era utilizar lo que él llamaba "galvanismo" o señalización eléctrica para transmitir pulsos de tiempo desde Greenwich a otros relojes en todo el país, y quizás también a Europa y las colonias. El nuevo cable submarino recientemente instalado entre Dover y Calais en 1851 planteó la posibilidad de enviar señales horarias entre Inglaterra y Francia, lo que permitiría medir por primera vez las diferencias de longitud geográfica con mucha precisión.

## Charles Shepherd
En 1849, Charles Shepherd Junior (1830-1905), ingeniero e hijo de un relojero, patentó un sistema para controlar una red de relojes sincronizados mediante electricidad (o galvanismo, como se denominaba entonces). Shepherd instaló los relojes públicos para la Gran Exposición, que se inauguró en mayo de 1851. En octubre de ese mismo año, Airy le escribió a Charles Shepherd para pedirle propuestas y presupuestos, incluida una solicitud para los siguientes relojes:

Un reloj automático. Un reloj con una esfera grande para que el público lo viera, cerca de la entrada del observatorio, y tres relojes más pequeños, todos ellos que se moverían en sintonía con el reloj automático.

Airy también quería que la esfera de señales horarias de Greenwich existente funcionara eléctricamente, de modo que su descenso a las 13:00 estuviera sincronizado con el reloj motorizado del interior del observatorio.
En agosto de 1852, Shepherd había construido e instalado la red de relojes y cables en el observatorio. Los costes eran considerablemente superiores a las estimaciones originales. Shepherd había estimado 40 libras para el reloj motorizado y el aparato de esfera de señales, y 9 libras para cada reloj sincronizado. Los costes totales incluían 70 libras para el reloj motorizado y 75 libras para el reloj de pared situado junto a la puerta.
Posteriormente, Shepherd fue designado para supervisar la construcción de una red telegráfica para el gobierno de la India en 1853.

## Transmisión de la hora de Greenwich
El reloj maestro, llamado inicialmente Reloj Normal o Reloj Motor, pero más tarde conocido como Reloj Solar Estándar Medio, enviaba pulsos cada segundo a los relojes esclavos situados en la Sala del Cronómetro, la Casa de Vivienda (Casa Flamsteed) y en la puerta (el Reloj de la Puerta). También se enviaba un pulso cada día a la esfera de señales horarias a las 13:00. Las señales también se transmitían a través de cables desde Greenwich hasta el Puente de Londres, desde donde se distribuía una señal horaria a intervalos de menor frecuencia por cables telegráficos a relojes y receptores localizados en Londres, Edimburgo, Glasgow, Dublín, Belfast y muchas otras ciudades. A partir de 1866, también se enviaron señales horarias a la  Universidad de Harvard en los Estados Unidos a través del nuevo cable submarino transatlántico.
El informe de Airy a la Junta de Visitantes del Observatorio en 1853 explicaba la función del reloj motor Shepherd:

Este reloj mantiene en movimiento un reloj galvánico sincronizado en la sala del Cronómetro, que, por lo tanto, es sensiblemente correcto; y así los cronómetros se ajustan con respecto a un reloj que no requiere corrección numérica.
El mismo Reloj Normal mantiene en movimiento sincronizado el reloj grande en la puerta de entrada, otros dos relojes en el Observatorio y un reloj en la Terminal del Puente de Londres del Ferrocarril del Sudeste.
Envía señales galvánicas todos los días en todos los ferrocarriles principales que salen de Londres. Deja caer la Bola de Greenwich y la Bola de las oficinas de la Eastern Telegraph Company en el Strand.
Todos estos diversos efectos se producen sin un error sensible de tiempo; y no puedo dejar de sentir satisfacción al pensar que el Observatorio Real está contribuyendo así silenciosamente a la puntualidad de los negocios en una gran parte de este agitado país.

## Desde su instalación

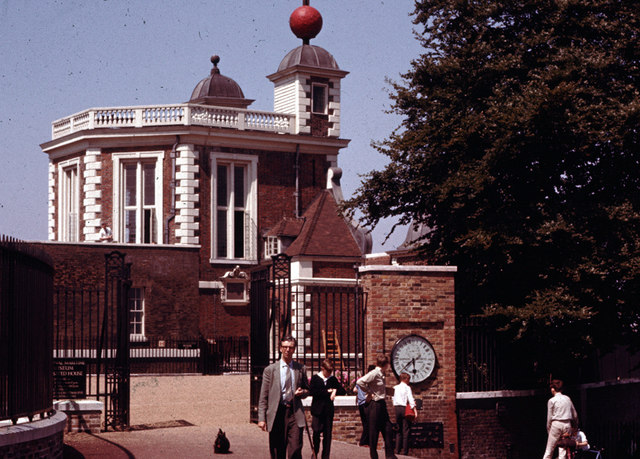
La Casa Flamsteed (con su esfera de señales horarias roja) domina la vista del reloj de la puerta (1960)

El Reloj de la Puerta indicaba originalmente la hora astronómica, en la que el conteo de las 24 horas de cada día comienza al mediodía, aunque se cambió en el siglo XX para indicar la Hora Media de Greenwich, en la que el conteo de las 24 horas de cada día comienza a medianoche. Desde entonces, ha continuado mostrando la Hora Media de Greenwich, y no se ajusta según el horario de verano británico. Actualmente está controlado por un mecanismo de cuarzo ubicado dentro del edificio principal. Los relojes motores todavía están en exhibición, pero no funcionan.
El Museo Timeball de Deal conserva otro reloj que estuvo conectado al reloj motor de Greenwich.
El 15 de octubre de 1940, durante la Segunda Guerra Mundial, la esfera resultó dañada por una bomba lanzada por la aviación alemana, pero el mecanismo sobrevivió a la destrucción causada por el Blitz. La esfera sería reemplazada por una réplica exacta después de la guerra.